# Verdilhão-corso
O Verdilhão-corso  (Carduelis corsicana) é um passeriforme da família  Fringillidae.
Foi durante muito tempo considerado como uma subespécie do Verdilhão-serrano (Carduelis citrinella), mas estudos recentes, baseados em particular na sequência do ADN mitocondrial (Sangster, 2000, Pasquet & Thibault, 1997, Förschler et al. 2009), mas também nas diferenças na morfologia e nas vocalizações (Förschler & Kalko, 2007), levaram alguns autores a considerá-los  duas espécies diferentes.
Ambos estavam incluídos no género Serinus mas parecem ser parentes próximos do pintassilgo (Arnaiz-Villena et al., 1998), pelo que foram integrados no género carduelis, embora não seja consensual.

## Descrição
Muito semelhante ao verdilhão-serrano, tem um comprimento de 12 cm e um peso de 15 gramas, corpo amarelo esverdeado, dorso acastanhado, barra amarela nas asas negras, nuca cinzenta. As fêmeas têm cores semelhantes aos machos mas menos brilhantes.

## Habitat
Distribui-se pelas ilhas da Córsega, Sardenha, Elba, Capraia e Gorgona.
Na Córsega, nas zonas mais elevadas (maciço de l’Ospedale), frequenta os bosques abertos de Pinheiro-larício e de Pinheiro-bravo (pinus pinaster), na Sardenha (monte Limbara) encontra-se nos pinhais de pinheiro-larício.
Prefere os matagais e arbustos de baixa altitude (maquis), em especial a Urze-molar (Erica arborea), para nidificar (Förschler & Kalko, 2006).
O ninho em forma de taça é feito com caules de plantas secas e raízes finas, forrado com ervas secas e algumas penas. A fêmea põe  3 a 4 ovos esbranquiçados com pintas avermelhadas.

## Alimentação
Durante a época de reprodução os verdilhões da Córsega alimentam-se principalmente da planta Bolsa-de-pastor (Capsella bursa - pastoris), enquanto os de Capraia preferem o Alecrim (Rosmarinus officinalis) e os da Sardenha escolhem predominantemente sementes de pinheiro-larício (Förschler & Kalko, 2006a).

## Filogenia
Obtida por Antonio Arnaiz-Villena et al.